# Toyota 2000GT
Toyota 2000GT — японський задньопривідний двомісний спортивний автомобіль лімітованої серії, що виготовлявся в 1967—1970 роках. Всього виготовили 351 автомобілів.

## Розробка

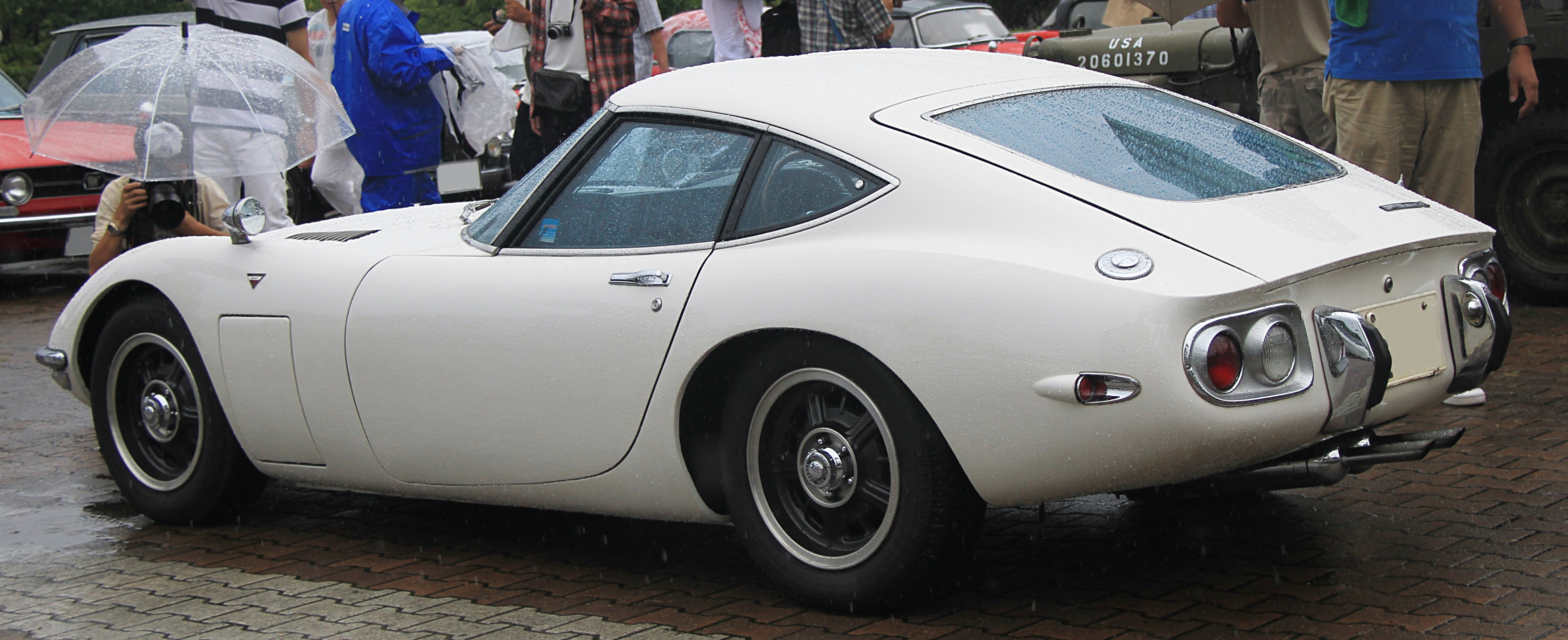

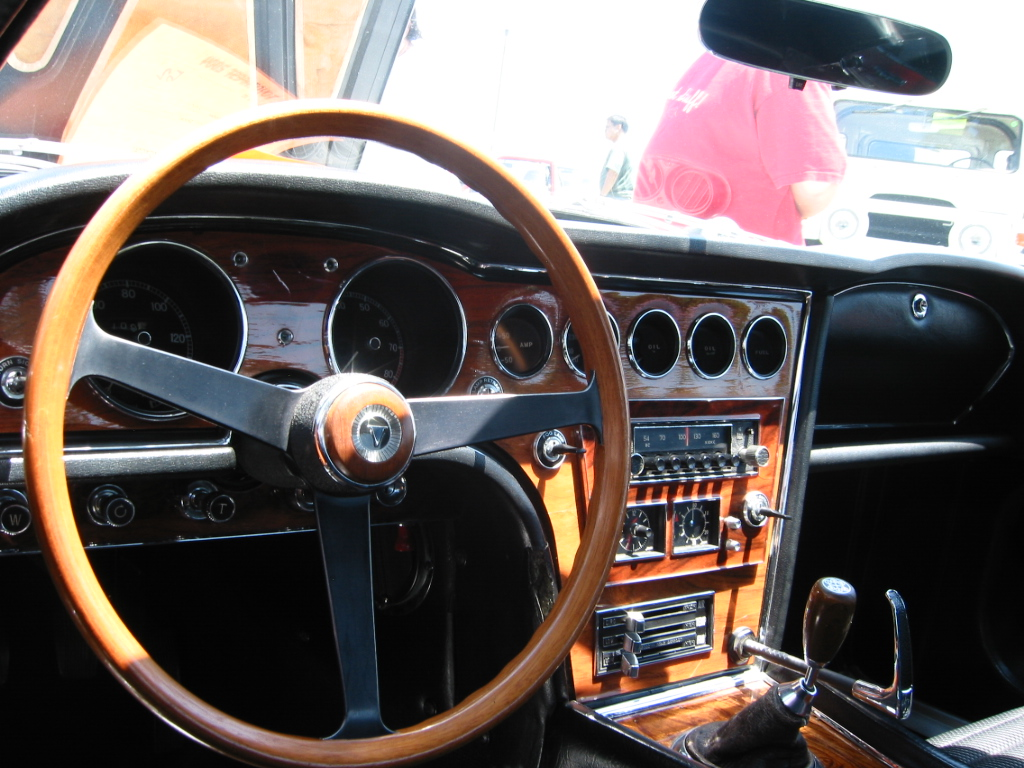

До середини 1960-х компанія Toyota, яка вже на той момент стала популярною, вирішила не обмежуватися малолітражними машинами і спробувати вийти на ринок спортивних автомобілів.
Однак в самій компанії Toyota, відчуваючи брак досвіду у виробництві спортивних автомобілів, вирішили доручити розробку автомобіля компанії Yamaha, яка запропонувала використовувати незатребуване замовлення компанії Nissan і виставила його на Токійському автошоу 1965 року.

## Двигуни
- 2.0 л 3M Р6 150 к.с. (MF10)
- 2.3 л 2M Р6 109—115 к.с. (MF12)